# Marciano Bruma
Marciano Bruma (ur. jako Marciano van Homoet 7 marca 1984 w Rotterdamie) – holenderski piłkarz występujący na pozycji obrońcy. Brat innego piłkarza, Jeffreya Brumy.
Występował m.in. w Arce Gdynia i Lechu Poznań, z którym rozstał się w lutym 2012 roku.